# 溪洲山
溪洲山，位於台灣桃園市大溪區南部，即大漢溪在石門大轉彎處所夾的山峰，海拔577公尺，有6296號三等三角點，為台灣小百岳之一。山頂展望不佳。